# دارکوب پیشانی‌سفید
دارکوب پیشانی‌سفید (نام علمی: Melanerpes cactorum) نام یک گونه از سرده سیاه‌خزنده‌ها است.